# Amerila madagascariensis
Amerila madagascariensis là một loài bướm đêm thuộc phân họ Arctiinae, họ Erebidae.